# Polycarpa
Polycarpa is een geslacht van zakpijpen uit de familie van de Styelidae.
De wetenschappelijke naam van het geslacht is voor het eerst geldig gepubliceerd in 1877 door Camil Heller.

## Soorten
Volgens het World Register of Marine Species:
- Polycarpa albatrossi (Van Name, 1912)
- Polycarpa albopunctata (Sluiter, 1904)
- Polycarpa ambonensis (Sluiter, 1904)
- Polycarpa appropinquata (Sluiter, 1898)
- Polycarpa arenosa Monniot & Monniot, 1976
- Polycarpa argentata (Sluiter, 1890)
- Polycarpa arnbackae Monniot F., 1964
- Polycarpa arnoldi (Michaelsen, 1914)
- Polycarpa aspera (Herdman, 1886)
- Polycarpa astromarginata Monniot & Monniot, 2003
- Polycarpa aurata (Quoy & Gaimard, 1834)
- Polycarpa aurita (Sluiter, 1890)
- Polycarpa beuziti Monniot, 1970
- Polycarpa biforis (Sluiter, 1904)
- Polycarpa biscayensis Monniot C. & Monniot F., 1974
- Polycarpa camptos Monniot & Monniot, 2001
- Polycarpa captiosa (Sluiter, 1885)
- Polycarpa carpocincta Monniot & Monniot, 2003
- Polycarpa cartilaginea (Sluiter, 1898)
- Polycarpa caudata Monniot C. & Monniot F., 1974
- Polycarpa chinensis (Tokioka, 1967)
- Polycarpa clavata Hartmeyer, 1919
- Polycarpa colletti Herdman, 1906
- Polycarpa comata (Alder, 1863)
- Polycarpa conchilega (Fleming, 1822)
- Polycarpa contecta (Sluiter, 1904)
- Polycarpa cornogi Glemarec & Monniot, 1966
- Polycarpa cryptocarpa (Sluiter, 1885)
- Polycarpa cylindrocarpa Tokioka, 1970
- Polycarpa decipiens Herdman, 1906
- Polycarpa delta Monniot & Monniot, 1968
- Polycarpa directa Kott, 1990
- Polycarpa discoidea Heller, 1877
- Polycarpa distomaphila Millar, 1953
- Polycarpa divisa (Ostroumov & Pavlenko, 1911)
- Polycarpa ecuadorensis Millar, 1988
- Polycarpa ehrenbergi Hartmeyer, 1916
- Polycarpa errans Hartmeyer, 1909
- Polycarpa fibrosa (Stimpson, 1852)
- Polycarpa flava Kott, 1985
- Polycarpa foresti Monniot, 1970
- Polycarpa fungiformis Herdman, 1898
- Polycarpa glebosa (Sluiter, 1904)
- Polycarpa goreensis (Michaelsen, 1914)
- Polycarpa gracilis Heller, 1877
- Polycarpa gradata Monniot, 2002
- Polycarpa granosa Tokioka, 1953
- Polycarpa hartmeyeri Michaelsen, 1927
- Polycarpa inchacae Monniot & Monniot, 1976
- Polycarpa indiana Monniot & Monniot, 1985
- Polycarpa inhacae Monniot & Monniot, 1976
- Polycarpa insulsa (Sluiter, 1898)
- Polycarpa intonata Kott, 1985
- Polycarpa irregularis Herdman, 1881
- Polycarpa itapoa Rocha & Moreno, 2000
- Polycarpa itera Monniot C. & Monniot F., 1977
- Polycarpa jacksoniana Herdman, 1899 (nomen dubium)
- Polycarpa kapala Kott, 1990
- Polycarpa kornogi Glémarec & Monniot C., 1966
- Polycarpa longicarpa Tokioka, 1952
- Polycarpa longiformis Tokioka, 1952
- Polycarpa longitubis Monniot, Monniot & Leung Tack, 1987
- Polycarpa macra Monniot & Monniot, 1991
- Polycarpa maculata Hartmeyer, 1906
- Polycarpa madagascariensis (Michaelsen, 1912)
- Polycarpa maruhi Monniot & Monniot, 1987
- Polycarpa melanosiphonica Tokioka, 1967
- Polycarpa minuta Herdman, 1881
- Polycarpa molguloides Herdman, 1882
- Polycarpa muelleri Brunetti, 2007
- Polycarpa multiplicata Monniot, 1983
- Polycarpa mytiligera (Savigny, 1816)
- Polycarpa natalensis (Sluiter, 1898)
- Polycarpa nebulosa Heller, 1878 (nomen dubium)
- Polycarpa nigerrima Monniot & Monniot, 2001
- Polycarpa nigricans Heller, 1878
- Polycarpa nota Kott, 1985
- Polycarpa obscura Heller, 1878
- Polycarpa offa Monniot C. & Monniot F., 1988
- Polycarpa olitoria (Sluiter, 1890)
- Polycarpa ovata Pizon, 1908
- Polycarpa palaonensis Tokioka, 1950
- Polycarpa palinorosa (Sluiter, 1895)
- Polycarpa palkensis Herdman, 1906
- Polycarpa papillata Sluiter, 1885
- Polycarpa papyra Kott, 1985
- Polycarpa patens (Sluiter, 1885)
- Polycarpa pedunculata Heller, 1878
- Polycarpa pegasis Michaelsen, 1922
- Polycarpa pentarhiza Monniot F., 1965
- Polycarpa perstellata Monniot & Monniot, 2003
- Polycarpa pigmentata (Herdman, 1906)
- Polycarpa plantei Monniot, 2002
- Polycarpa plenovata Kott, 1985
- Polycarpa pomaria (Savigny, 1816)
- Polycarpa porculus Monniot C. & Monniot F., 1979
- Polycarpa pori Monniot, 2002
- Polycarpa procera (Sluiter, 1885)
- Polycarpa producta Monniot & Monniot, 2003
- Polycarpa psammodes (Sluiter, 1904)
- Polycarpa psammotesta Tokioka, 1953
- Polycarpa pseudoalbatrossi Monniot C. & Monniot F., 1968
- Polycarpa pulvinum Monniot, 1969
- Polycarpa pusilla (Herdman, 1884)
- Polycarpa pustulosa (Sluiter, 1904)
- Polycarpa quadricarpa Millar, 1953
- Polycarpa reniformis (Sluiter, 1904)
- Polycarpa reviviscens Monniot & Monniot, 2001
- Polycarpa richeri Monniot, 1987
- Polycarpa rigida Herdman, 1881
- Polycarpa rima Monniot & Monniot, 1996
- Polycarpa rockallensis Millar, 1982
- Polycarpa rubida (Sluiter, 1898)
- Polycarpa sacciformis Herdman, 1899 (nomen dubium)
- Polycarpa scuba Monniot C., 1971
- Polycarpa seges Kott, 2009
- Polycarpa simplex Tokioka, 1950
- Polycarpa simplicigona Millar, 1975
- Polycarpa sobria (Sluiter, 1904)
- Polycarpa sourieri Peres, 1949
- Polycarpa spiralis (Sluiter, 1885)
- Polycarpa spongiabilis Traustedt, 1883
- Polycarpa stephenensis Herdman, 1899 (nomen dubium)
- Polycarpa stimpsoni Heller, 1878 (nomen dubium)
- Polycarpa stirpes Kott, 1985
- Polycarpa suesana Michaelsen, 1919
- Polycarpa takarazima Tokioka, 1954
- Polycarpa tenera Lacaze-Duthiers & Delage, 1892
- Polycarpa thelyphanes (Sluiter, 1904)
- Polycarpa tinctor (Quoy & Gaimard, 1834)
- Polycarpa tinctorella Kott, 1985
- Polycarpa tokiokai Monniot & Monniot, 1996
- Polycarpa translucida (Peres, 1951)
- Polycarpa triruga Monniot & Monniot, 2003
- Polycarpa tumida Heller, 1878
- Polycarpa twynami Herdman, 1906
- Polycarpa urmeli Sanamyan & Hissmann, 2008
- Polycarpa vankampeni Sluiter, 1919
- Polycarpa violacea (Alder, 1863)
- Polycarpa viridis Herdman, 1880
- Polycarpa willisi Herdman, 1906
- Polycarpa zeteta Millar, 1982